# Probaryconus
Probaryconus is een geslacht van vliesvleugelige insecten van de familie Scelionidae.

## Soorten
- P. inermis (Kieffer, 1908)
- P. minor (Wollaston, 1858)
- P. rufipes (Kieffer, 1908)
- P. spinosus (Kieffer, 1908)